# ابصار
ابصار، روستایی از توابع شهرستان طالقان در استان البرز ایران است.

## جمعیت
این روستا در بخش بالاطالقان قرار دارد و براساس سرشماری مرکز آمار ایران در سال ۱۳۸۵، جمعیت آن ۳۲ نفر (۸خانوار) بوده‌است.

## مردم
مردم این روستا از اقوام تات هستند و هنوز به زبان تاتی سخن می‌‌گویند.